# Бильгинер, Халук
Нихат Халук Бильгинер (тур. Nihat Haluk Bilginer; род. 5 июня 1954, Измир, Турция) — турецкий актёр, снимавшийся также в США и Великобритании.

## Биография
Родился 5 июня 1954 в Измире. По происхождению имеет греческие корни. В 1977 окончил государственную консерваторию Анкары и переехал в Англию. С 1985 по 1989 снимался в роли турка-киприота Мехмета Османа, харизматичного дамского угодника, в сериале «Жители Ист-Энда». По словам писательницы Хилари Кингсли, написавшей книгу о сериале, Бильгинер имел внешность и харизму Омара Шарифа.
В 2001 сыграл криминального авторитета по кличке «Турок» в чёрной комедии «Солдаты Буффало» австралийского режиссёра Грегора Джордана.
В 2014 исполнил главную роль в турецкой драме «Зимняя спячка» режиссёра Нури Бильге Джейлана. Два года спустя появился в многобюджетном голливудском пеплуме «Бен-Гур». В 2018 сыграл заметную роль психиатра Ранбира Сартана в фильме ужасов «Хэллоуин».

## Фильмография
| Год       |   | Русское название                | Оригинальное название              | Роль                 |
| --------- | - | ------------------------------- | ---------------------------------- | -------------------- |
| 1985—1989 | с | Жители Ист-Энда                 | EastEnders                         | Мехмет Осман         |
| 1986      | ф | Улица полумесяца                | Half Moon Street                   | первый араб          |
| 1987      | ф | Иштар                           | Ishtar                             | лидер повстанцев     |
| 1987      | ф | Львиное сердце                  | Lionheart                          | купец с Востока      |
| 1993      | с | Хроники молодого Индианы Джонса | The Young Indiana Jones Chronicles | полковник Исмет Бей  |
| 1999      | с | Чисто английское убийство       | The Bill                           | Олли                 |
| 2001      | ф | Солдаты Буффало                 | Buffalo Soldiers                   | «Турок»              |
| 2009      | ф | Интернэшнл                      | The International                  | Ахмет Сунай          |
| 2010      | ф | Пять минаретов в Нью-Йорке      | New York'ta Beş Minare             | Хаджи                |
| 2011      | ф | МЫ. Верим в любовь              | W./E.                              | Мохаммед аль-Файед   |
| 2014      | ф | Зимняя спячка                   | Kış Uykusu                         | Айдын                |
| 2014      | ф | Розовая вода                    | Rosewater                          | Баба Акбар           |
| 2016      | ф | Бен-Гур                         | Ben-Hur                            | Симонид              |
| 2018      | ф | Хэллоуин                        | Halloween                          | доктор Ранбир Сартан |
| 2024      | ф | Мария                           | Maria                              | Аристотель Онассис   |